# GLABEC
GLABEC è l'acronimo di Gruppo di LAvoro per la prevenzione dei BEni Culturali dai rischi naturali.
Si tratta di un organismo interministeriale, a cui partecipano rappresentanti del Dipartimento della protezione civile (2 rappresentanti), del Ministero per i Beni e le Attività Culturali (2 rappresentanti) e del Ministero dell'interno (1 rappresentante).
Istituito con decreto interministeriale nel 1999, si occupa della salvaguardia dei beni culturali in zone a rischio.
Tra i suoi compiti principali rientra anche la definizione delle schede per il rilievo del danno ai beni di interesse storico/artistico.
Attualmente sono stati predisposti, e pubblicati nella gazzetta ufficiale della Repubblica Italiana tre modelli:
- A-DC per il rilievo del danno alle chiese (di interesse storico/artistico);
- B-DP per il rilievo del danno ai palazzi storici;
- C-BM per il rilievo del danno ai beni mobili.